# Helius pallirostris
Helius pallirostris är en tvåvingeart som beskrevs av Edwards 1921. Helius pallirostris ingår i släktet Helius och familjen småharkrankar. Arten är reproducerande i Sverige. Inga underarter finns listade i Catalogue of Life.